# Oglasa captata
Oglasa captata là một loài bướm đêm trong họ Noctuidae.